# Claudia Baumhöver

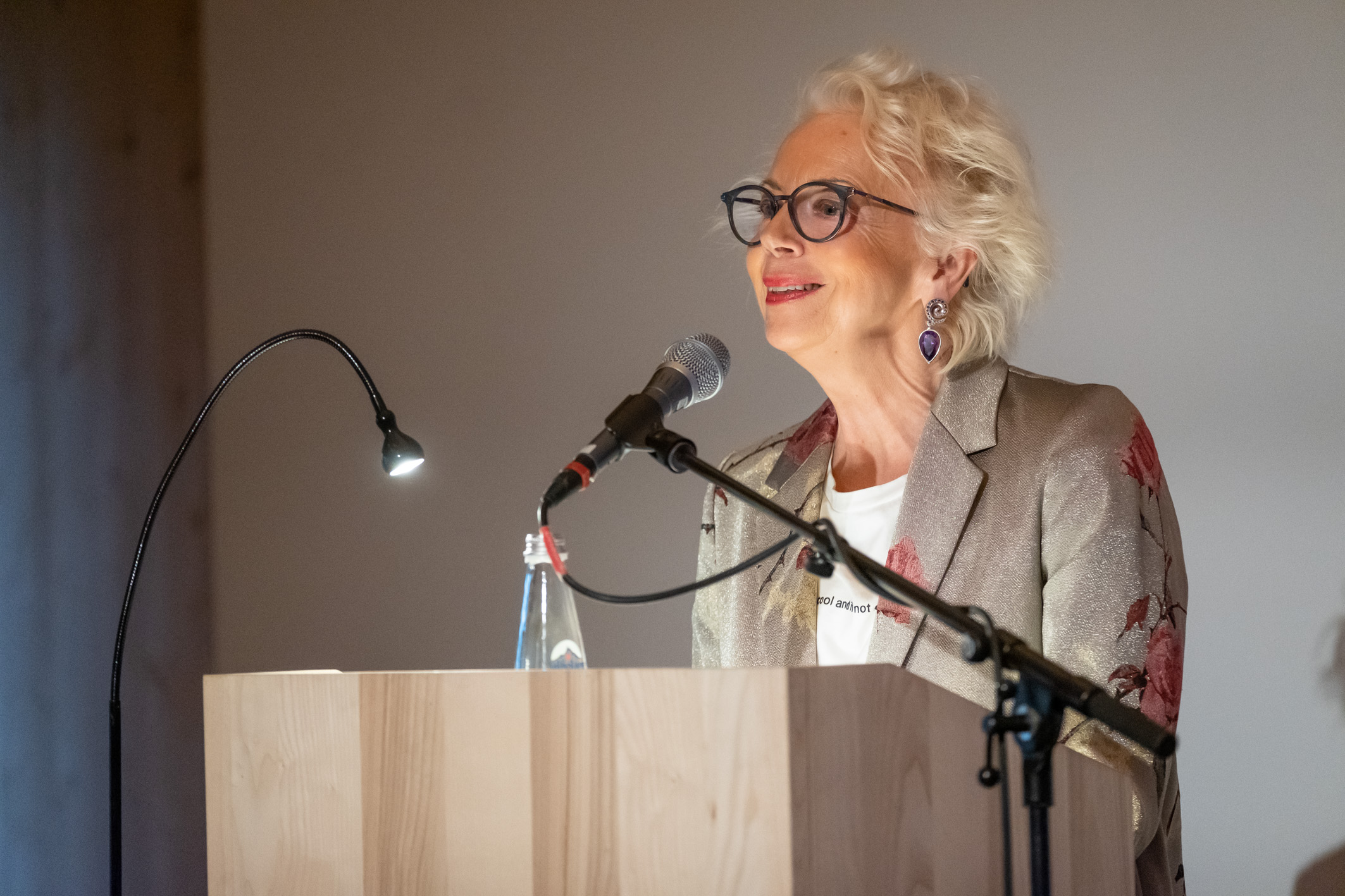
Claudia Baumhöver (2022)

Claudia Baumhöver (* 27. Februar 1959 in Münster) ist eine deutsche Verlegerin.

## Leben
Claudia Baumhöver wurde 1959 in Münster geboren. Nach der Ausbildung zur Kindergärtnerin und dem Studium der Sozialpädagogik war sie zunächst als freie Mitarbeiterin des Münchner Merkurs und anderer Medien tätig. Später übernahm sie eine Position als Pressereferentin im Unternehmen Taurus Film (Kirch-Gruppe). Danach wurde sie Leiterin der Öffentlichkeitsarbeit von Columbia Pictures, Mitte der 1990er Jahre übernahm sie die Leitung des Hörverlags, für dessen Wachstum sie maßgeblich verantwortlich war. Mit dem Kauf des Hörverlags durch Randomhouse wechselte auch Baumhöver, weshalb sie ab 2014 die Position der Verlagsleiterin bei Random House Audio übernahm, die sie bis Ende 2015 innehatte. Zum 1. Januar 2016 übernahm sie von Wolfgang Balk, der in Rente ging, die Verlegerische Geschäftsführung der dtv Verlagsgesellschaft. Auf eigenen Wunsch verließ sie im Frühjahr 2020 nach vier Jahren verlegerischer Geschäftsführung den Münchner Verlag dtv wieder. Ihre Nachfolgerin dort wurde mit Wirkung ab 1. August 2020 Barbara Laugwitz.
Claudia Baumhöver ist seit dem 1. Januar 2021 mit der kuratorischen Verantwortung für das interdisziplinäre Projekt „Sternenhimmel der Menschheit“ der Stiftung Kunst und Natur verantwortlich. Das mehrjährige Projekt umfasst ein umfangreiches Buch, Hörbuch-Produktionen sowie ein jährlich stattfindendes Festival.
Zum 1. Oktober 2021 wurde Claudia Baumhöver in die Kunststiftung NRW berufen, für die sie als Kuratorin mit dem Schwerpunkt Literatur tätig ist.
Von 2002 bis 2009 war Baumhöver Mitglied im Aufsichtsrat des Bibliographischen Instituts & F. A. Brockhaus. Sie war die erste Frau in diesem Gremium. 2005 wurde sie Mitglied im Kuratorium des Instituts für Medien- und Kommunikationspolitik, dessen Vorsitz sie gemeinsam mit Jakob Augstein im Januar 2014 übernahm. Außerdem ist Baumhöver unter anderem Mitglied im Kuratorium des Humanwissenschaftlichen Zentrums der Ludwig-Maximilians-Universität München. sowie seit 2011 Mitglied des Kuratoriums des Sparkassenfonds des Deutschen Sparkassen- und Giroverbands.
Im Jahr 2006 erhielt Baumhöver die Staatsmedaille für besondere Verdienste um die bayerische Wirtschaft. 2007 zeichnete die Fachzeitschrift Buchmarkt sie als „Verlegerin des Jahres“ aus.